# Август Брайтгаупт
Йоганн Фрідріх Август Брайтгаупт (нім. J.F.A.Breithaupt; 18 травня 1791, Пробстцелла — 22 вересня 1873, Фрайберг) — німецький мінералог.

## Життєпис
Август Брейтгаупт народився в 1791 році в Пробсцеллі поблизу Заальфельда/Заале в родині герцогського саксонського радника та окружного адміністратора Фрідріха Ґоттлоба Брайтгаупта. У 1809—11 навчався в Єнському університеті; Потім він пішов до Фрайберзької гірничої академії, щоб продовжити навчання у Авраама Готлоба Вернера. У Фрайберзі він приєднався до Landsmannschaft Montania, пізніше відомого як Corps Montania, у 1811 році.
У 1813 році він став викладачем мінералогії у Фрайберзькій гірничій школі та керівником колекцій Гірничої академії. Після смерті Вернера (1817 р.) Брейтгаупт читав його лекції з мінералогії, поки Фрідріх Моос не змінив його в 1818 р. Коли Моос покинув Фрайберг у 1826 р., Августа Брейтгаупта було призначено професором мінералогії, яку він обіймав до 1866 р. Окрім наукової роботи, Брейтгаупт сприяв видобутку кам'яного вугілля в районі Цвікау. Разом з гірничим радником Карлом Амандусом Кюном і банкірами Карлом і Густавом Харкортами він заснував у 1840 році Асоціацію акціонерів кам'яного вугілля Ерцгебірге. У 1849 році Август Брайтгаупт опублікував свою працю «Парагенезис мінералів». У своїх дослідженнях властивостей і походження мінералів він виявив, що деякі мінерали неодноразово зустрічаються разом. Основу теорії парагенезису, яка має велике значення для родовищ корисних копалин і гірничої справи, вважається його найважливішим досягненням як вченого. У 1849 році він був обраний членом-кореспондентом Баварської академії наук.
Відкрив і описав понад 40 нових мінералів. Він ввів такі терміни, як тетрагональна, гексагональна та ромбічна для визначення кристалічних систем. Він провів близько 4500 вимірювань густини.
Август Брейтгаупт був членом багатьох наукових товариств і отримав багато нагород. У 1853 р. призначений гірничим радником, 1863 р. — старшим гірничим радником. У 1859 році Вільгельм Ріттер фон Гайдінгер назвав мінерал сурму нікель (NiSb) брейтхауптит. У 1863 році він був обраний членом Академії вчених Леопольдіни, а в 1864 членом-кореспондентом Геттінгенської академії наук. У 1872 році Брейтгаупт став почесним громадянином міста Цвікау. Він також був членом фрайберзької масонської ложі Zu den drei Bergen та її майстром кафедри.
В останні роки життя він страждав від важкої хвороби очей, через яку згодом осліп. Операція на оці влітку 1873 року виявилася невдалою. Він помер 22 вересня 1873 року у Фрайберзі, де на його честь названо вулицю.
Брайтгаупт був батьком геолога Германа Теодора Брейтгаупта і дядьком хіміка Клеменса Вінклера.

## Друковані праці
- Über die Aechtheit der Kristalle (1815, Digitalisat [Архівовано 29 січня 2018 у Wayback Machine.])
- Kurze Charakteristik des Mineral-Systems (1820)
- Vollständige Charakteristik des Mineral-System's (1823, Digitalisat der 3. Auflage von 1932 [Архівовано 29 січня 2018 у Wayback Machine.])
- Die Bergstadt Freiberg im Königreiche Sachsen (1825, Digitalisat)
- Vollständiges Handbuch der Mineralogie (3 Bände, 1836—1847, Digitalisat von Band 1 [Архівовано 29 січня 2018 у Wayback Machine.], Digitalisat von Band 2 [Архівовано 29 січня 2018 у Wayback Machine.], Digitalisat von Band 3 [Архівовано 29 січня 2018 у Wayback Machine.])
- Die Paragenesis der Mineralien (1849, Digitalisat [Архівовано 29 січня 2018 у Wayback Machine.])